# Блонець
Блонець (пол. Błoniec) — село в Польщі, у гміні Бусько-Здруй Буського повіту Свентокшиського воєводства.
Населення — 159 осіб (2011).
У 1975-1998 роках село належало до Келецького воєводства.

## Демографія
Демографічна структура на день 31 березня 2011 року:
|          | Загалом | Допрацездатний вік | Працездатний вік | Постпрацездатний вік |
| -------- | ------- | ------------------ | ---------------- | -------------------- |
| Чоловіки | 79      | 25                 | 50               | 4                    |
| Жінки    | 80      | 11                 | 50               | 19                   |
| Разом    | 159     | 36                 | 100              | 23                   |